# Gracilinanus marica
Северни грацилни опосум (Gracilinanus marica) је врста сисара из породице опосума (Didelphidae) и истоименог реда (Didelphimorphia).

## Распрострањење
Врста има станиште у Венецуели и Колумбији.

## Станиште
Станишта врсте су суптропске или тропске влажне низијске шуме и травна вегетација.

## Угроженост
Ова врста није угрожена, и наведена је као последња брига јер има широко распрострањење.